# 小美玉市立野田小学校
小美玉市立野田小学校（おみたましりつ のだしょうがっこう）は、茨城県小美玉市野田にある公立小学校。
小美玉市立小川北中学校の学区内。

## 沿革[1]
- 明治26年4月1日 - 小川町立小川尋常小学校野田分教場として開校
- 明治27年5月5日 - 小川町立野田尋常小学校となる
- 明治41年4月1日 - 小川町立小川高等尋常小学校野田分教場となる
- 昭和22年4月1日 - 小川町立小川小学校野田分校となる
- 昭和29年4月1日 - 小川町立野田小学校として独立
- 昭和29年5月 - 野田小学校PTA発足
- 昭和29年5月10日 - 独立記念祝賀式（以後、創立記念日）
- 昭和31年6月13日	- 木造校舎新築落成式
- 昭和44年4月1日 - 鉄筋コンクリート校舎（A）完成
- 昭和48年3月31日	- 鉄筋コンクリート校舎（B）完成
- 昭和49年10月1日	- 校庭東側敷地拡張
- 昭和50年3月 - 校歌制定
- 昭和50年3月20日	- 体育館完成
- 昭和52年3月31日	- 鉄筋コンクリート特別教室校舎（C）完成
- 昭和52年5月1日 - 野田小学校教育後援会結成
- 昭和52年7月31日	- プール完成
- 昭和53年9月1日 - 正門完成
- 昭和55年3月1日 - 校訓制定
- 昭和61年3月 - 校舎A玄関に校章設置
- 昭和62年6月10日	- 両校舎前に花壇を新設
- 平成2年3月 - 校舎A 1階児童用トイレ新設
- 平成2年11月 - 温室完成
- 平成3年4月9日 - 飼育小屋完成
- 平成14年3月26日 - コンピュータ室完成
- 平成15年5月10日	- 創立50周年記念集会
- 平成18年5月29日	- 野田っ子まもローズ発足
- 平成22年9月 - 給食配膳室完成
- 平成23年7月 - 学校運営協議会発足
- 平成24年10月1日	- 校舎A 耐震補強工事完了
- 平成25年9月30日	- 体育館耐震補修工事完了
- 平成25年11月2日	- いばらき理科教育推進事業推進地域モデル小学校 公開授業研究会
- 平成27年7月1日 - 第52回交通安全子ども自転車茨城県大会 団体3位入賞
- 平成27年11月2日	- 体育館床面工事完了
- 平成28年1月21日	- 「茨城県よい歯の学校」受賞
- 平成28年3月31日	- いばらき理科教育推進事業に係る小学校理科教科担任制モデル校受賞
- 平成28年8月31日	- 普通教室・特別教室空調設備工事完了
- 平成28年12月 - 体育館屋外トイレ改修完了
- 平成29年3月31日	- いばらき理科教育推進事業に係る小学校理科教科担任制モデル校受賞
- 平成30年12月 - 両校舎通路に透明フェンス設置
- 平成31年4月24日	- 学校保健活動優良校表彰
- 令和2年3月31日 - 小学校英語教育支援事業実践マネジメント校感謝状受賞
- 令和4年3月31日 - 野田小学校閉校
- 令和4年4月1日 - 小美玉市立小川北義務教育学校開校

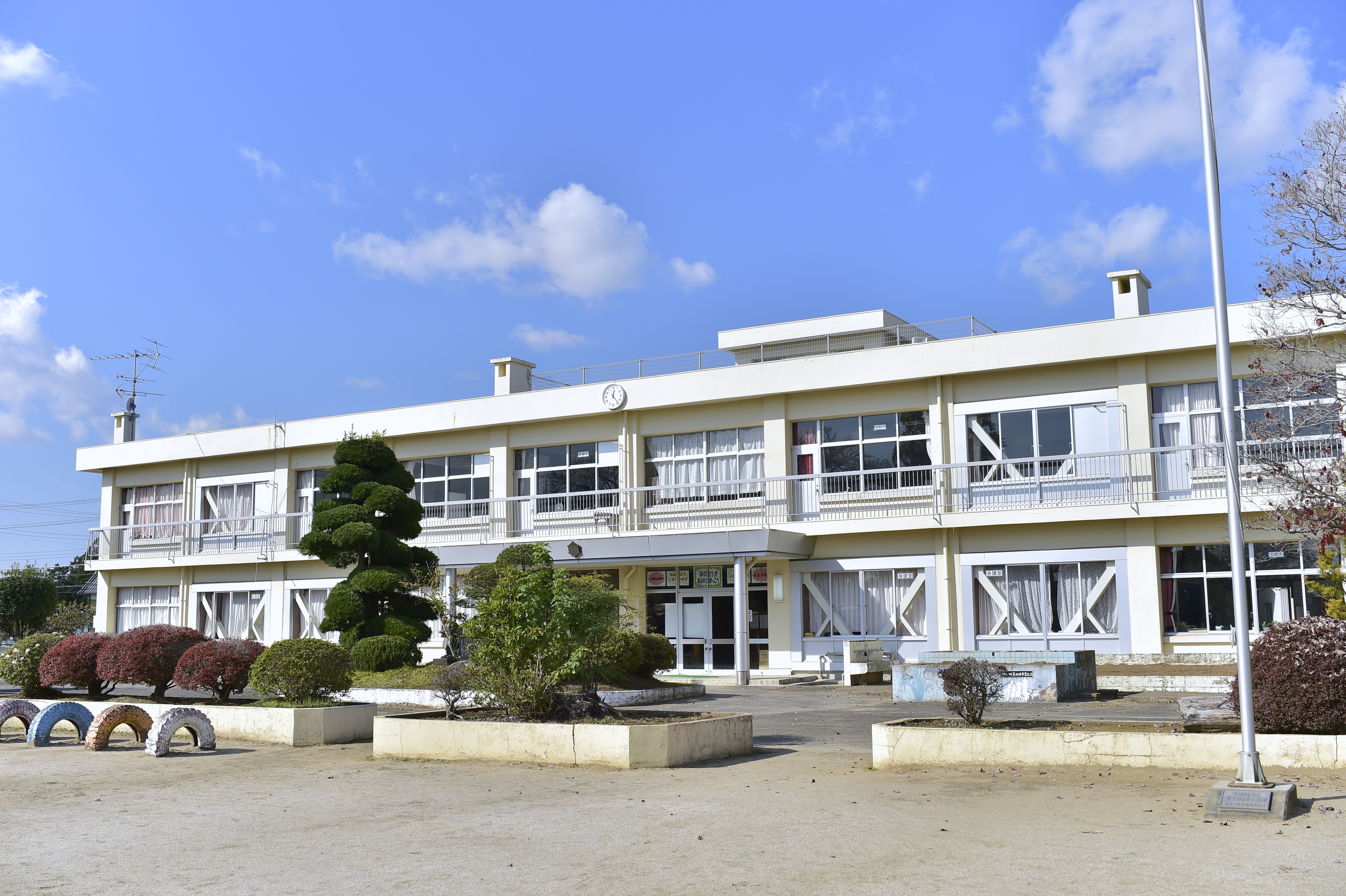
校舎（A棟）
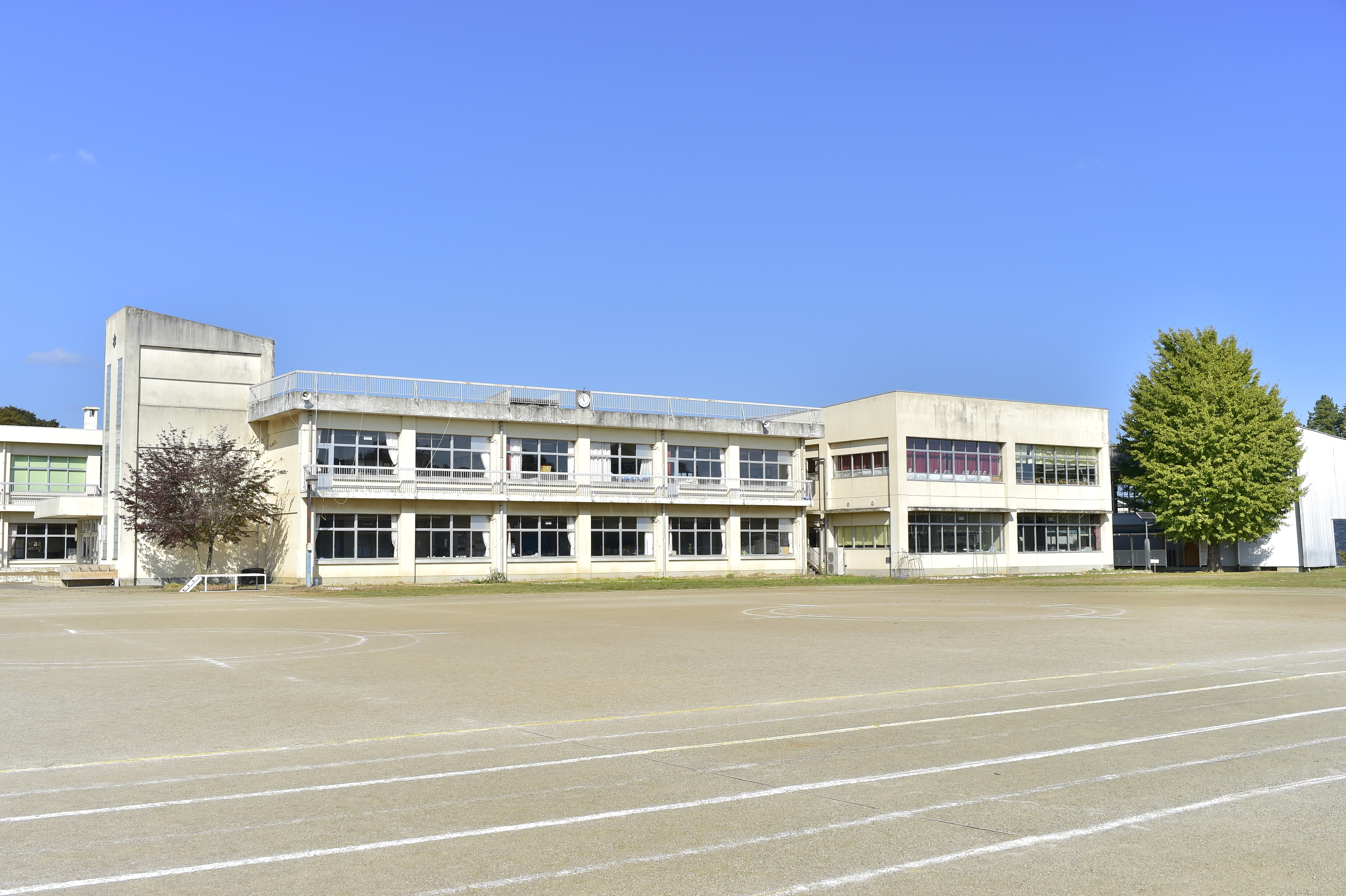
校舎（B棟：左）と特別教室校舎（C棟：右）
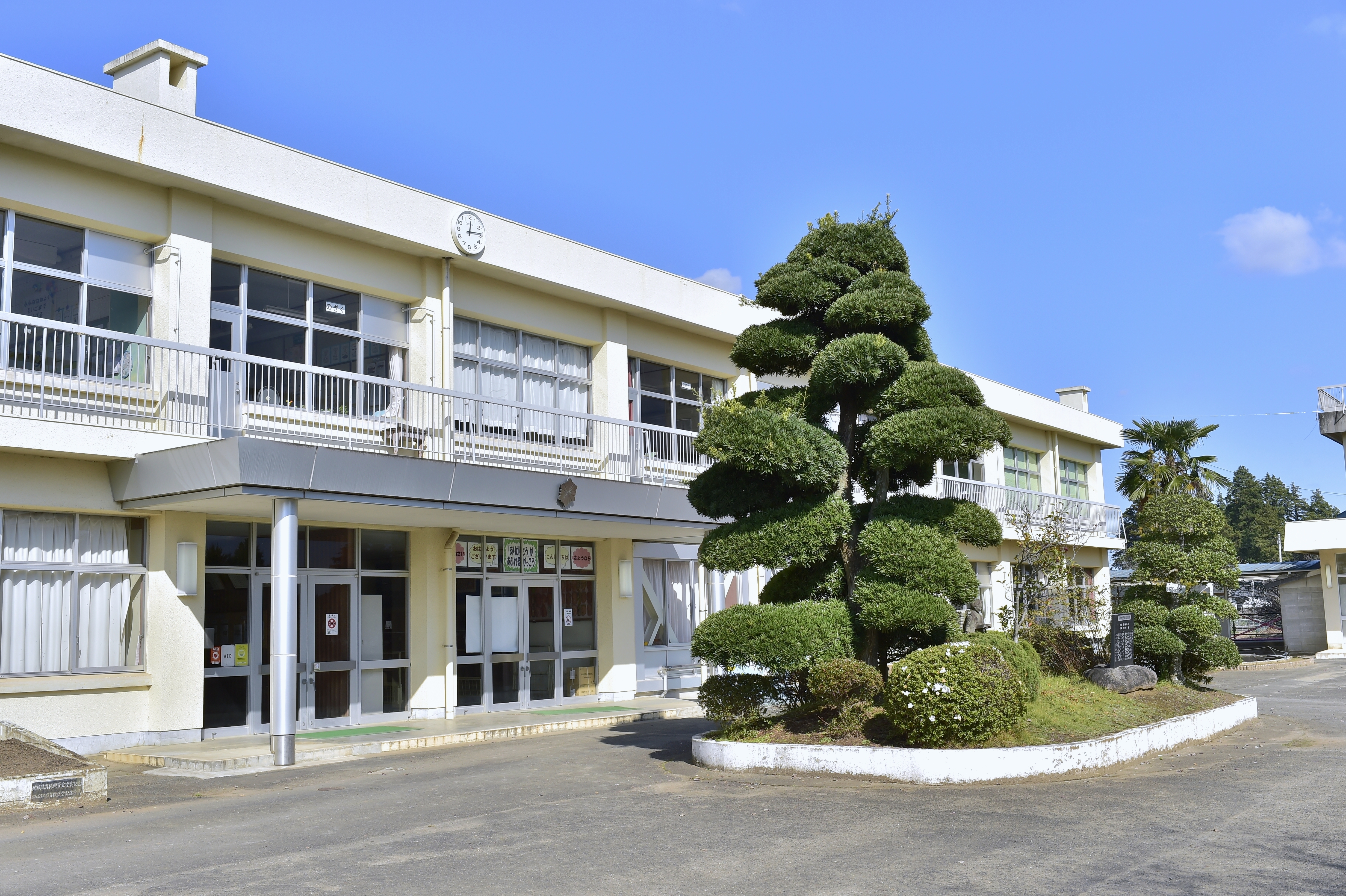
校舎（A棟）玄関と中庭
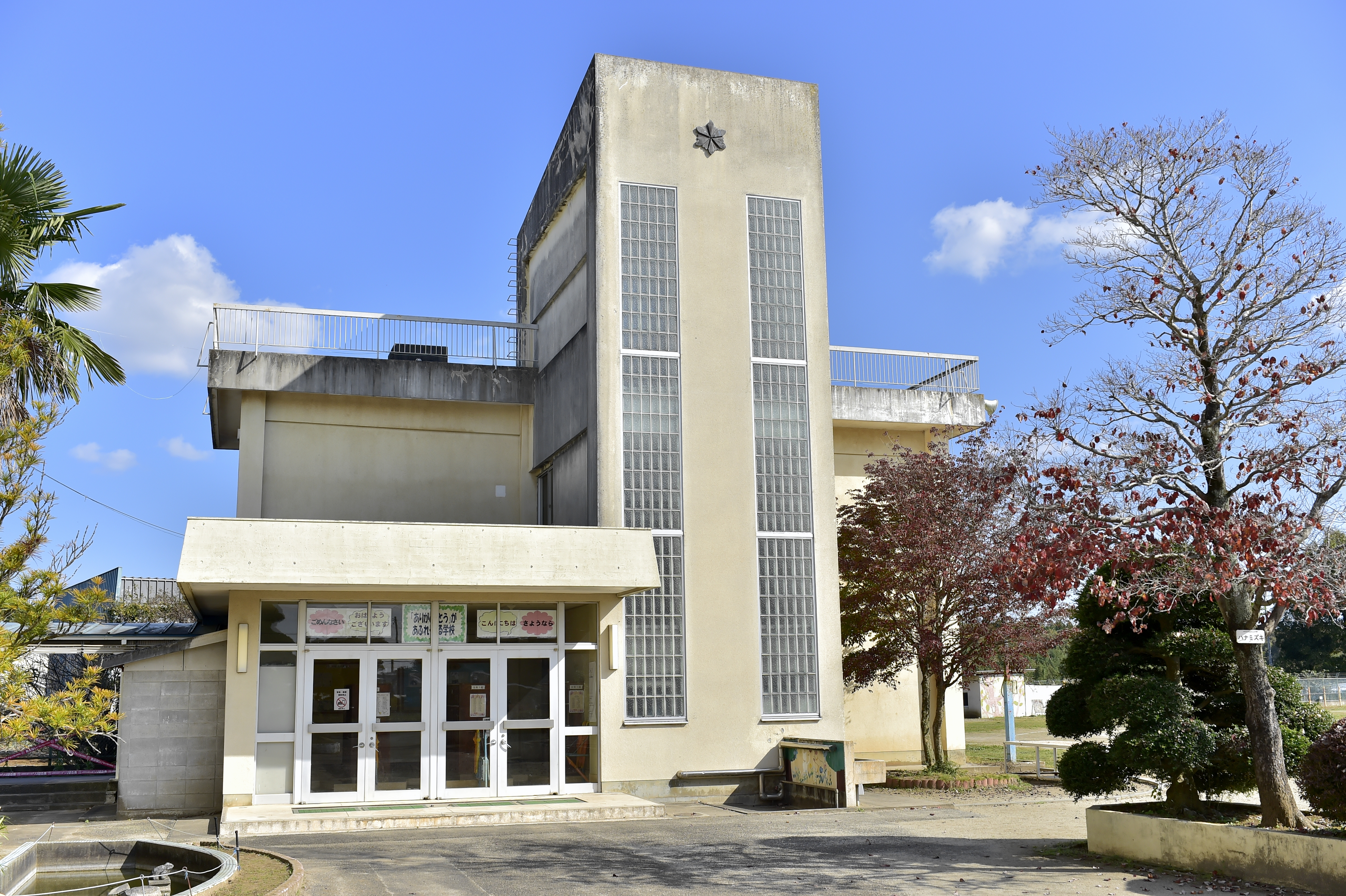
校舎（B棟）玄関